# Baryconus australicus
Baryconus australicus är en stekelart som först beskrevs av Alan Parkhurst Dodd 1913.  Baryconus australicus ingår i släktet Baryconus och familjen Scelionidae. Inga underarter finns listade.